# クリメ駅
クリメ駅（クリメえき、仏: Crimée）は、フランス・パリの19区にある、メトロ（地下鉄）7号線の駅。

## 概要

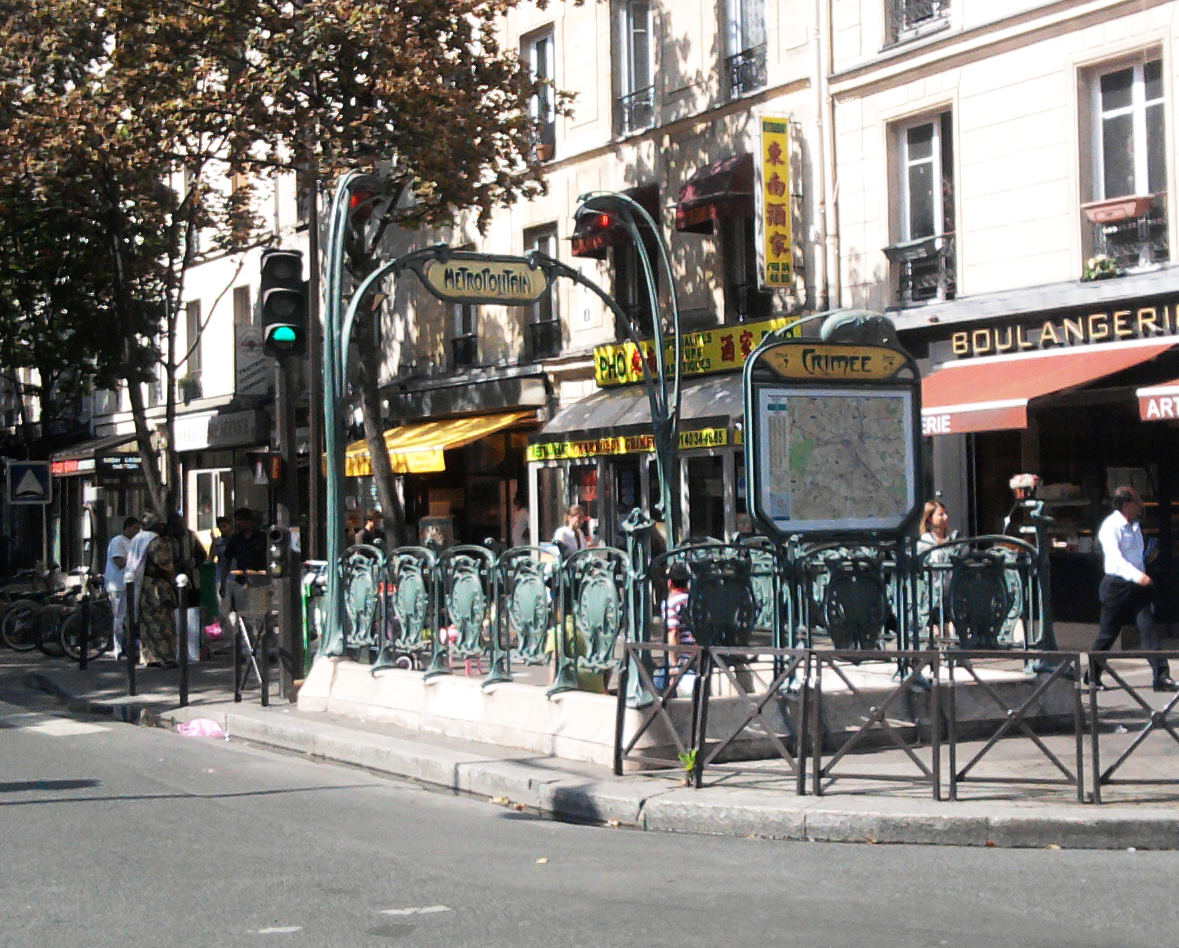
クリメ通り口

1910年11月5日、パリ交通公団の前身企業のひとつパリ都市鉄道会社 (CMP)によって、7号線最初の区間オペラ〜ポルト・ド・ラ・ヴィレット間の開業と同時に開設された。
駅名は駅付近を通るクリメ通りに由来するが、クリメ通り自体は19世紀のクリミア戦争（クリミアのフランス語読み）にちなむ。クリミア戦争にはフランスも参戦し、最終的に講和が1856年にパリで行われている（パリ条約）。

## 利用状況
2011年の年間乗車人員は718万3,997人。2013年の年間乗車人員は694万5,245人で、これはパリメトロで42番目の多さである。

## 利用可能な鉄道路線
- パリメトロ
  -  7号線

## 歴史
- 1910年11月5日 - 7号線オペラ〜ポルト・ド・ラ・ヴィレット間の開業に伴い開設。

## 駅周辺
- ヴィレット貯水池（フランス語版）　（バッサン・ド・ラ・ヴィレット）
- ウルク運河（フランス語版）
- フランドル通（フランス語版）商業地区
- アルティザン劇場（フランス語版）
- クール・フロラン（フランス語版）（演劇学校。マティス通り（フランス語版）とアルシュロー通り（フランス語版）に跨っている）

## バス路線
パリ交通公団 (RATP) の路線バス54・60系統が運行されており、夜間にはノクティリアン（フランス語版）の深夜バスN42系統の運行も設定されている。

## 隣の駅
パリメトロ
 7号線
コランタン・カリウー駅 （Corentin Cariou） - クリメ駅 - リケ駅（Riquet）

## ギャラリー

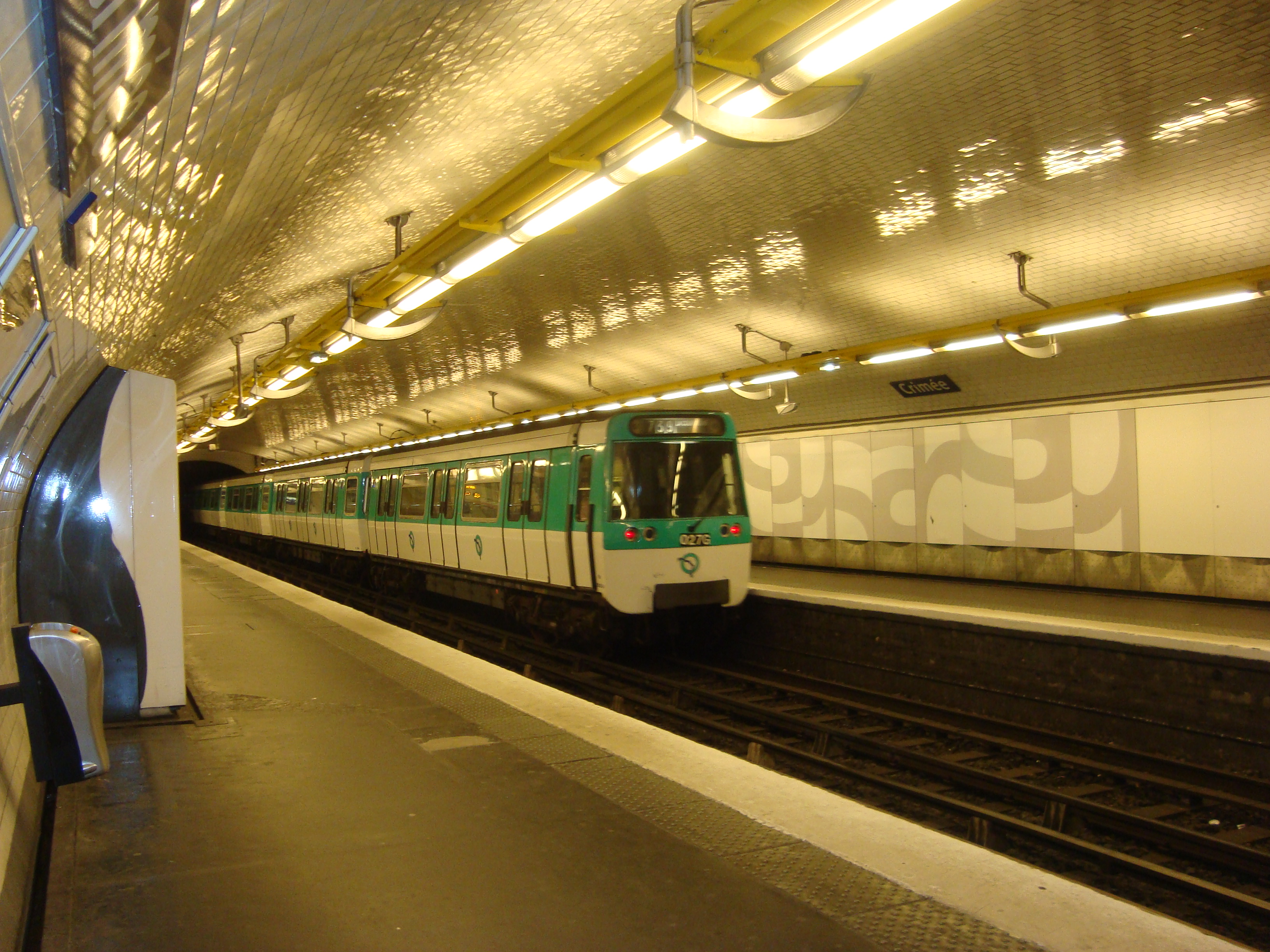
ラ・クールヌーヴ方面行列車